# Keť
Keť (em húngaro: Érsekkéty) é um município da Eslováquia, situado no distrito de Levice, na região de Nitra. Tem 19,65 km² de área e sua população em 2018 foi estimada em 590 habitantes.

## Demografia
| Ano:        | 1994 | 2004   | 2014   | 2024    |
| ----------- | ---- | ------ | ------ | ------- |
| Broj ljudi: | 764  | 688    | 636    | 562     |
| Razlika:    |      | -9,94% | -7,55% | -11,63% |

| Ano:               | 2023 | 2024   |
| ------------------ | ---- | ------ |
| Número de pessoas: | 571  | 562    |
| Diferença:         |      | -1,57% |